# سلر (کارولینای جنوبی)
سلر(به انگلیسی: Sellers) شهری در ایالت کارولینای جنوبی کشور ایالات متحده آمریکا است که جمعیت آن در سرشماری سال ۲۰۱۰ میلادی، ۲۱۹ نفر بوده‌است.